# Erin K. O'Shea
Erin K. O'Shea est une biologiste américaine qui est présidente du Howard Hughes Medical Institute (HHMI) depuis 2016. En 2013, elle est nommée vice-présidente et directrice scientifique du HHMI. Avant cela, elle est professeure de biologie moléculaire et cellulaire, de chimie et de biologie chimique à l'Université Harvard. Elle est chercheuse au Howard Hughes Medical Institute (HHMI) depuis 2000.

## Jeunesse et éducation
Erin O'Shea est issue d'une famille de cinq enfants, né à Leroy, New York.
O'Shea obtient son baccalauréat ès arts en biochimie du Smith College en 1988 et son doctorat en chimie du MIT en 1992 à l'âge de 26 ans,, en travaillant avec Peter S. Kim pour étudier les fermetures à glissière à leucine. Elle est chercheuse postdoctorale à l'Université de Californie à Berkeley de 1992 à 1993.

## Carrière et recherche
Au cours de son stage postdoctoral, O'Shea travaille avec Robert Tjian et Ira Herskowitz pour étudier la régulation de la transcription par la chromatine chez la levure. Lorsqu'elle est rejointe par son collègue d'études supérieures Jonathan Weissman, ils commencent à déterminer l'emplacement et l'abondance de toutes les protéines du génome de la levure. Ils créent finalement deux bibliothèques contenant toutes deux des protéines fusionnées à la GFP avec des étiquettes de purification par affinité en tandem (TAP),.
Après son doctorat, O'Shea est brièvement chercheuse fondamentale avant de rejoindre la faculté de l'Université de Californie à San Francisco en tant que professeure adjointe en 1993.
En 2005, elle est recrutée à l'Université Harvard pour être directrice du Centre de biologie des systèmes (FAS) et professeure de biologie moléculaire et cellulaire, de chimie et de biologie chimique. Ses recherches portent sur la régulation des gènes et la biologie d’une horloge circadienne à trois protéines. En 2012, elle est élue vice-présidente et directrice scientifique du HHMI, dirigeant le programme d'investigation du HHMI, puis devient présidente du HHMI en 2016. Elle conserve son laboratoire à Janelia. 

## Prix et distinctions
O'Shea est membre de la Fondation Packard en 1994 et remporte des prix de jeune chercheur de l'American Society for Cell Biology en 2000 et de la Protein Society en 2001. Elle est sélectionnée comme chercheuse du HHMI en 2000.
En 2001, O'Shea remporte le prix NAS en biologie moléculaire pour « ses contributions à notre compréhension de la transduction du signal, de la régulation du mouvement des protéines dans et hors du noyau et de la façon dont la phosphorylation contrôle l'activité des protéines ».
O'Shea est élue à l'Académie nationale des sciences en 2004 ainsi qu'à l'Académie américaine des arts et des sciences. Elle est élue membre de la Société américaine de philosophie en 2019.